# محکم و متشابه
مسألهٔ محکم و متشابه در آیهٔ هفتم سورهٔ آل عمران، یکی از مسائل بحث‌برانگیز در علوم قرآنی است.
آیهٔ ۷ سورهٔ آل عمران:

متن عربی
هُوَ الَّذی أَنْزَلَ عَلَیْکَ الْکِتابَ مِنْهُ آیاتٌ مُحْکَماتٌ هُنَّ أُمُّ الْکِتابِ وَ أُخَرُ مُتَشابِهاتٌ فَأَمَّا الَّذینَ فی قُلُوبِهِمْ زَیْغٌ فَیَتَّبِعُونَ ما تَشابَهَ مِنْهُ ابْتِغاءَ الْفِتْنَةِ وَ ابْتِغاءَ تَأْویلِهِ وَ ما یَعْلَمُ تَأْویلَهُ إِلاَّ اللَّهُ وَ الرَّاسِخُونَ فِی الْعِلْمِ یَقُولُونَ آمَنَّا بِهِ کُلٌّ مِنْ عِنْدِ رَبِّنا وَ ما یَذَّکَّرُ إِلاَّ أُولُوا الْأَلْبابِ
برگردان فارسی

اوست که این کتاب را بر تو فرو فرستاد. پاره‌ای از آن، آیاتِ محکمات (نشانه‌های استوار) است که مادرِ کتاب‌اند و پاره‌ای دیگر متشابهات (مانندها) هستند. پس کژدلان، متشابهات را برای فتنه‌جویی و تأویل‌گری پِیروی می‌کنند حال آنکه تأویلِ [واقعیتِ] آن را هیچ‌کس نمی‌داند مگر خداوند [.] و ریشه‌داران در دانش گویند: ایمان آوردیم که همگی از نزدِ پرورندهٔ ماست. و یاد نمی‌کنند مگر خردمندان.
دربارهٔ معنای محکم و متشابه نظریاتی گوناگونی مطرح شده است؛ من‌جمله اینکه تشابه به معنی «نامشخص و ناشناخته» است و متشابه آیه‌ای‌است که واقعیت آن برای خواننده روشن نیست و تنها همانند آن برای فهم منظور بیان شده ولی در هر حال برای پی بردن به مقصود و هدف آیه صدمه‌ای ندارد؛ برای نمونه در آیهٔ ۵ سورهٔ طه «[خدای] مهرگستر بر تخت شاهی چیره شد.» مقصود نهایی که بیان استیلای خدا بر جهان می‌باشد معلوم است ولی چگونگی و جزئیات آن برای افراد بشر درک‌پذیر نیست پس به مثابه خدای دارای شخصیت انسانی همچون پادشاهی پیروز توصیف شده است. یا در آیهٔ ۱۵ سورهٔ محمد «داستان بهشت که به پرهیزکاران مژده داده شده در آن است جوی‌هایی از آبی ناگشته‌رنگ و شیری ناگشته‌مزه…» تنها مَثَل و داستانی از بهشت بیان می‌کند تا فهمی از آسایش آن برای انسان مادّی عرضه کند. در دیگر آیات متشابه رستاخیز و میزان و بهشت و دوزخ من‌جمله در آیات داستان هُبوط آدم و حوا از بهشت، اصل مقصود که پرهیزکاری را مانند لباس مایهٔ زیبایی انسان می‌داند روشن است؛ لیکن چگونگی میوهٔ ممنوعه و وقوع هبوط به‌گونه‌ای نیست که توصیفات مادّی بر بنیاد تجربه‌های زندگی آدمی در دنیا الزاماً درست باشد زیرا حقیقت آن‌جهانی در ظرف اندیشهٔ این‌جهانی انسان نمی‌گنجد.

## تعریف
قرآن دو دسته منظور دارد: یک ظاهر (منظوری که واضح است) و دیگری بطون (منظور یا منظورهایی که واضح نیستند)

### آیه محکم
در افاده معنا هیچ ابهام و ایهامی نداشته باشد و به روشنی تمام بر مقصود خویش دلالت نماید.

### آیه متشابه
احتمال چندین معنا در آن وجود دارد؛ به همین جهت در آن شک و شبهه ایجاد می‌گردد و همانگونه که امکان تأویل صحیح آن وجود دارد، احتمال تأویل فاسد نیز در آن می‌رود.

## در قرآن
بطون قرآن شدیداً گسترده و ناشناخته‌اند. قرآن دو دسته آیات دارد: محکمات یعنی آیاتی که تنها یک معنی مشخص و روشن دارند و دیگری متشابهات یعنی آیاتی که بیش از یک معنی دارند و برخی از آن معانی سوءاستفاده‌پذیر به دست کج‌اندیشان می‌باشند. در مورد آیات متشابه قرآن می‌گوید: وَ ما یَعلَمُ تأویلَهُ الّا الله یعنی: از تاویل یا بطن (معانی پنهان) آیات متشابه تنها خداوند آگاه است. (و نیز کسانی مانند پیامبر و امامان با تعلیم خداوند)

## در روایات
- در کلام پیامبر اسلام: «لا تُحصی عَجائبُه و لا تُبلی غرائبه»[۱۸] یعنی شگفتی‌های قرآن هرگز تمام نمی‌شود و نوآوری‌های آن به کهنگی نمی‌گراید.
- در حدیث: «قرآن هفتاد بطن دارد.»
- ابن عبّاس: «القرآن یُفَسِّرُهُ الزَّمان»

## دیدگاه فقها
- مکارم شیرازی: قرآن تراوشی از کلام و علم و ذات نامتناهی خداست؛ که نمی‌توان تمام جنبه‌های آن را آشکار کرد.[۱۹]

گفته شده قرآن مفاهیمی دارد که از ظاهر آن قابل فهم نیست. بیان این منظورها را تاویل می‌گویند. تاویل در لغت یعنی «بازگرداندن چیزی به مصداق آن». مصداق یعنی معادل خارجی یا واقعی مفهومی در ذهن یا لغتی در زبان. در اینجا بازگرداندن یعنی آشکار کردن رابطه‌ای که وجود دارد، امّا آشکار نیست. در قرآن آمده که کسی تاویل قرآن را نمی‌داند بجز خدا و رسوخ‌کنندگان در علم. (یا تنها خداوند و بس)
نظریه روح‌الله نجفی دانشیار دانشگاه خوارزمی:
روح‌الله نجفی در مقاله ای پژوهشی با عنوان «رمزگشایی از محکم و متشابه با تکیه بر گفتمان قرآن» که در سال ۱۴۰۲ شمسی در مجله «پژوهشنامه نقد آراء تفسیری» منتشر شد، تفسیر رایج از بند هفتم سوره آل عمران را خطا دانست و مدعی کشف مراد قرآن از محکم و متشابه گردید.
به گفته وی، خوانش بند هفتم آل عمران در پرتو دیگر مواضع قرآن، نشان می‌دهد که مراد از «آیات محکم»، عبرت‌های تحقق یافته در امت‌های سابق و مراد از «آیات متشابه»، عبرت‌های مشابه آن است که به مخالفان رسول اسلام وعده داده شده است. در این راستا، تعابیر «إبتغاء فتنه» و «إبتغاء تأویله»، به عذاب خواستن و فرجام طلبیدن مخالفان ناراست دل -از باب سخره و عناد- دلالت دارند.
به دیگر بیان، معنای «آیات»، قسمت بندی‌های سوره‌های قرآن نیست بلکه از آن، نشانه‌های عبرت آموز و بیم دهنده قرآن، اراده شده است. «مُحکَم» یعنی آنچه بدان حکم شده و انجام و فرجام یافته است و «مُتَشابِه» یعنی آنچه شبیه «مُحکَم» است. «ام الکتاب» یعنی هسته مرکزی قرآن که سایر قرآن بر گرد آن شکل گرفته است. قرآن یک انذارنامه و عبرت‌های تحقق یافته آن، بنیان و مرکز این نامه است. کج دلان، در مقام ستیزه‌جویی با رسول اسلام، وقوع عذاب‌های وعده داده شده در قرآن و تحقق عبرت‌هایی شبیه به عبرت‌های تحقق یافته امت‌های پیشین را درخواست می‌کردند. در این راستا، «فتنه» به معنای مبتلا شدن به عذاب و «تأویل قرآن» به معنای فرجام و عاقبت آن است. دانستن فرجام قرآن، که به خدا اختصاص یافته است، علم به زمان و چگونگی تحقق وعیدهای قرآن در آینده است.
بر این اساس، روح‌الله نجفی ترجمه ذیل را از بند هفتم سوره آل عمران عرضه داشت:
او همان است که بر تو، نوشته قدسی فرود آورد. پاره ای از آن، عبرت‌های انجام یافته است که بنیان نوشته بر آن‌ها است و عبرت‌های دیگر، به همان سان می‌باشد. آنان که در دل‌هایشان ناراستی است، عبرت‌های همگون آن را دنبال می‌کنند تا بلا خواهند و فرجام آن را جویند، حال آن که فرجامش را جز خدا، کس نداند. از دیگر سو، پای داران در دانش قدسی گویند که آن را راست می‌دانیم. همگی [:همه نوشته‌ها]، از نزد مالک ما است و جز دارندگان دل، کس هشدار نیابد.

## شمار آیات متشابه
دربارهٔ تعداد متشابهات در قرآن، میان دانشمندان اختلاف است و این اختلاف ناشی از نسبی بودن مفهوم تشابه می‌باشد.
جلال الدین سیوطی تعداد متشابهات قرآن را بالغ بر ۵۰۰ مورد می‌داند.
قاضی عبدالجبار تعداد آن‌ها را ۸۷۵ مورد دانسته است.
درالتمهید فی علوم القرآن تعداد متشابهات حدود ۲۰۰ مورد شمرده شده است.

## فلسفه وجود آیات متشابه
1. وجود فنون بلاغی نظیر کنایه، مجاز، تشبیه و ایهام در مورد ظرافت و علو مفاهیم.
2. حفظ قرآن از دستبرد و نقش عالمان دین در قبال جاهلان.
3. مصلحت اقتضا می‌کند که قرآن مشتمل بر متشابهات باشد تا مردم جهت آشنایی با مراد قرآن ناگزیر از تدبر گردند و درست به همین علت از سایر صناعات، نظیر ایجاز و اطناب، اختصار و اسهاب و مانند آن استفاده شده است.
4. هم‌چنین طرح متشابهات موجب می‌گردد اهل علم متشابه را به محکم برگردانند و بدین وسیله هم درجات و مراتب علم و عالمان دانسته می‌شود و همدیگر قشرها مردم می‌آموزند که باید برای فهم قرآن به عالمان رجوع کنند.
5. بدین وسیله انسان‌ها مورد آزمایش و اختبار قرار می‌گیرند تا معلوم شود این انسان در آن‌جا که معرفت جزمی و یقینی پیدا نمی‌کند، آیا به غیب ایمان می‌آورد یا نه؛ و بدین وسیله راسخان از زائغان (الذین فی قلوبهم زیغ) بازشناخته شوند.[۲۸][۲۹]

## برخی از آیات محکم قرآن
1. فمن یعمل مثقال ذره خیرا یره و من یعمل مثقال ذره شرا یره (آیات ۷ و ۸ سوره زلزال)
2. آیات سوره توحید یا اخلاص از جمله آیات محکم است که سایر آیات متشابه با آن سنجیده می‌شوند.[۲۸]

## برخی از آیات معروف قرآن
آیه نور-آیه خمس-آیه تطهیر-آیه حجاب-آیه مباهله-آیه اطاعت-آیه ولایت-آیه تبلیغ-آیه انذار-آیه فطرت-آیه اکمال-آیه خیرالبریه-آیه اخوت-آیه تداین-آیه کرسی-آیه و ان یکاد-آیه قتال-آیه مودت-آیه اولی الامر-آیات قتال